# Málta szigetei
Málta szigetcsoportja a Földközi-tenger központi részén, Szicíliától délre áll. A nyolc sziget összterülete 316 km², népességük 413 000 fő, teljes egészében Málta állama foglalja el őket. Mindössze a három legnagyobb sziget lakott. Hagyományosan nem számít önálló szigetnek a Nagy Kikötőben Birgu félszigetének a végén a johanniták által árkokkal mesterségesen szigetté alakított Sant'Angelo erőd.
A szigetcsoport a Szicíliától délre nyúló, jelenleg tenger alatti plató legmagasabb régiója. Legmagasabb pontja a maltai Ta' Dmejrek, 253 méter.

## Szigetei
- Malta: terület: 243 km², népesség: 382 000 fő, közigazgatás: 54 helyi tanácshoz tartozik
- Għawdex (Gozo): terület: 68,7 km², népesség: 31 000 fő, közigazgatás: 14 helyi tanácshoz tartozik
- Kemmuna (Comino): terület: 3,5 km², népesség: 4 fő, közigazgatás: Għajnsielem helyi tanácsához tartozik
- Kemmunet (Cominotto vagy Cominetto): terület: 0,25 km², lakatlan, közigazgatás: Għajnsielem helyi tanácsához tartozik
- Il-Gżira ta' Manwel (Manoel-sziget, Manoel Island): terület: 0,2 km², lakatlan, közigazgatás: Gżira helyi tanácsához tartozik
- Filfla: terület: 0,06 km², lakatlan, közigazgatás: Żurrieq helyi tanácsához tartozik
- Il-Gżejjer ta' San Pawl (másik nevén Selmunett; Szent Pál-sziget, St. Paul's Island): terület: 0,01 km², lakatlan, közigazgatás: Mellieħa helyi tanácsához tartozik
- Il-Ġebla tal-Ġeneral (Generális-szikla, Fungus Rock): lakatlan, közigazgatás: San Lawrenz helyi tanácsához tartozik

### Egyéb szigetei
Egyéb, időnként szigetnek számított, jelentőséggel nem bíró sziklák:
- Delimara (Marsaxlokk)
- Ġebel Fessej (Fessej szikla, Mġarr ix-Xini, Sannat): kb. 15 méter magas függőleges sziklaoszlop, kedvelt merülőhely
- Ġebel ta' Bejn il-Kmiemen (A Kék Laguna sziklái, Comino)
- Ġebla ta' Sala (Sala szikla, Żabbar)
- Ġebla taċ-Ċawla (Ċawla szikla, Qala)
- Ġebla tal-Għallis (Għallis szikla, Naxxar)
- Ġebla tal-Ħalfa (Ħalfa szikla, Qala)
- Mistra (Nadur)
- Skoll tal-Barbaġanni (Barbaġanni szikla, Qala)
- Ta' Fraben (Qawra előtt)
- Xrob l-Għaġin (Marsaskala)

## Földrajza
A szigetek réteges felépítésűek, üledékes kőzetei 40-15 millió évvel ezelőtt rakódtak le a harmadkorban összezáródó Tethys-óceánban. Az alapot és a felszínt kemény mészkő alkotja, amely puhább kőzetek rétegeit fogja közre. A sorrend a felszíntől lefelé: korallmészkő, zöld homokkő, kék agyag, globigerinás mészkő és végül ismét korallmészkő.

## Közigazgatás
A szigetek Máltai Köztársasághoz tartoznak. 1993 óta helyi tanácsokra van osztva, ám ezek nem mindig esnek egybe a településekkel. A részletes listákat lásd:
- Málta helyi tanácsai
- Málta települései